# Pałac w Barcinku
Pałac w Barcinku – ruiny pałacu z XVI wieku znajdujące się we wsi Barcinek w województwie dolnośląskim.

## Historia
Pałac zbudował w 1772 roku hrabia von Rothkirch na miejscu wcześniejszego założenia z XVI wieku. Mówi o tym zachowana w murze okalającym założenie kamienna arkada bramy z datą 1565. W trakcie przebudowy około 1890 roku dobudowano od strony północnej wieżę. Zmieniono wtedy również wystrój wnętrz powyżej parteru, oraz elewację na modny w tym okresie eklektyzm. Do 1945 roku była własnością rodziny von Wartenberg i ich spadkobierców. Po wojnie pałac miał stanowić letnią rezydencję Prezydenta Rzeczypospolitej, lecz ostatecznie został przekazany miejscowemu PGR-owi. Nie użytkowany od lat 80. XX wieku popadł w ruinę. 

## Architektura
Budowla została założona na planie prostokąta, sięgała wysokości trzech kondygnacji. W chwili obecnej zachowała się wieża zwieńczona hełmem, ściany nośne oraz pomieszczenia parteru i piwnic. W kartuszu herbowym nad wejściem herby: Sigismunda von Rothkirch (L) i Charlotte Elizabeth von Paczensky (P). Poniżej szarfa z sentencją. W pobliżu pałacu znajduje się barokowa oficyna z 1772 i pozostałości parku.

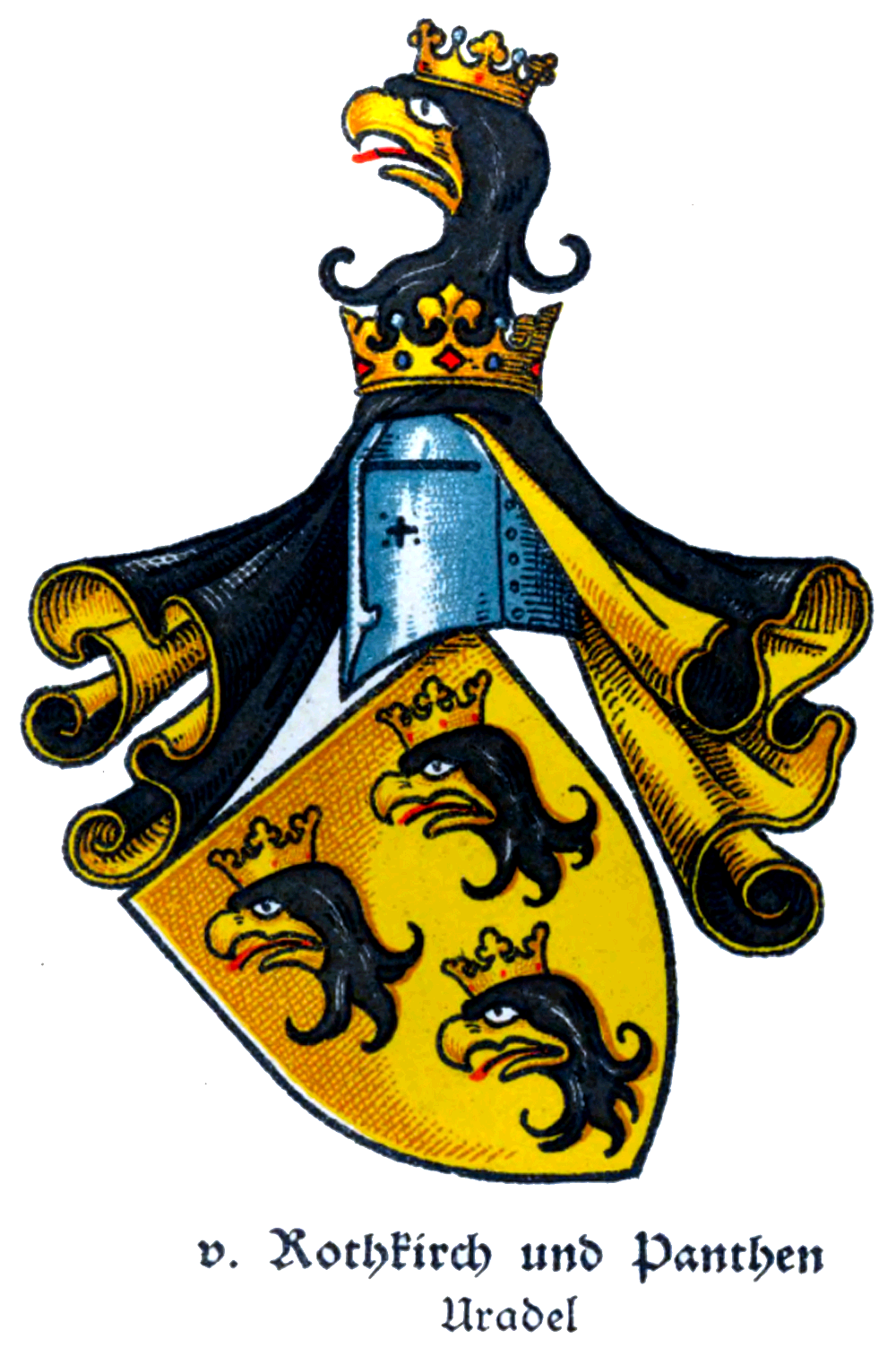
Herb v. Rothkirch
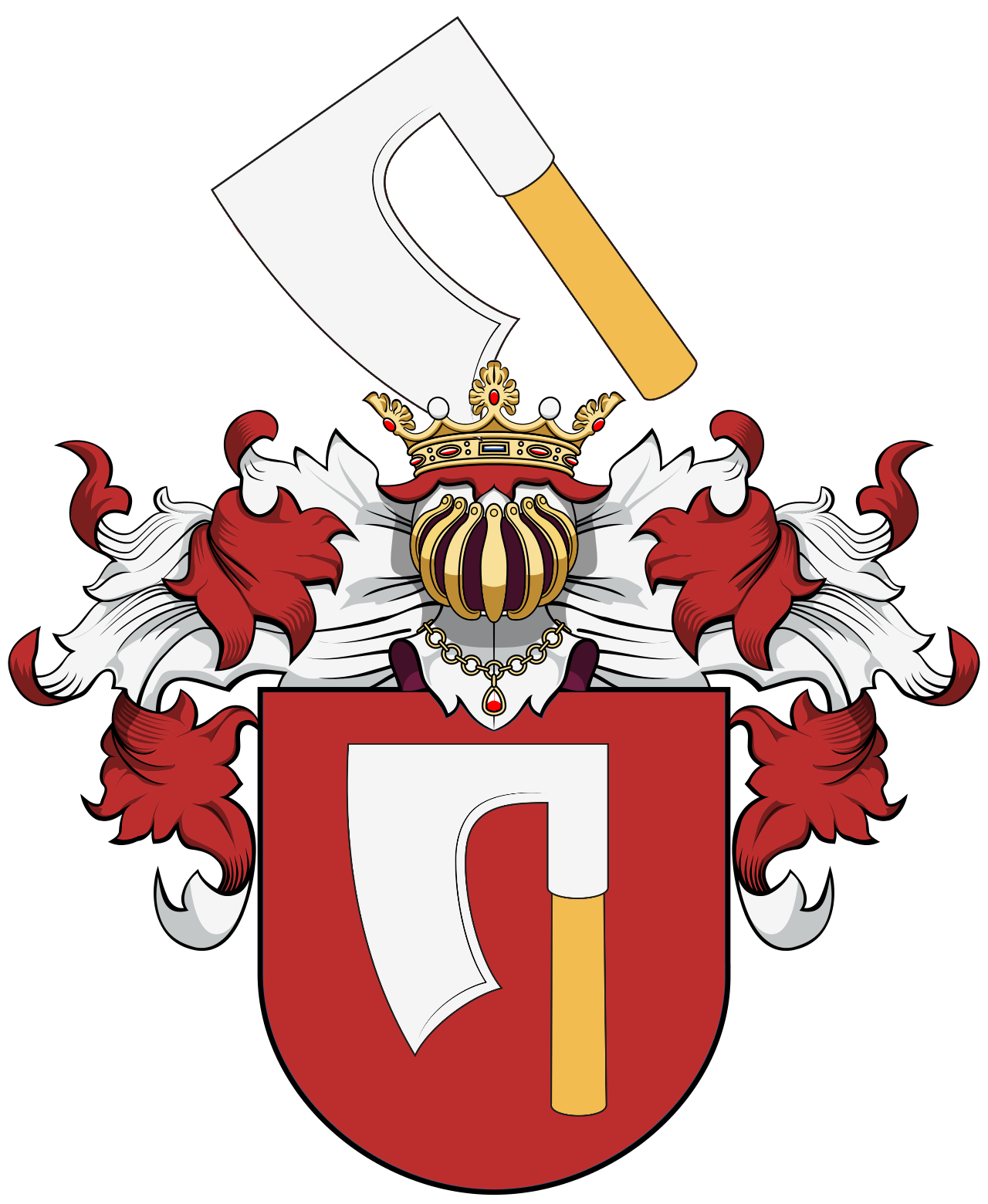
Herb v. Paczensky
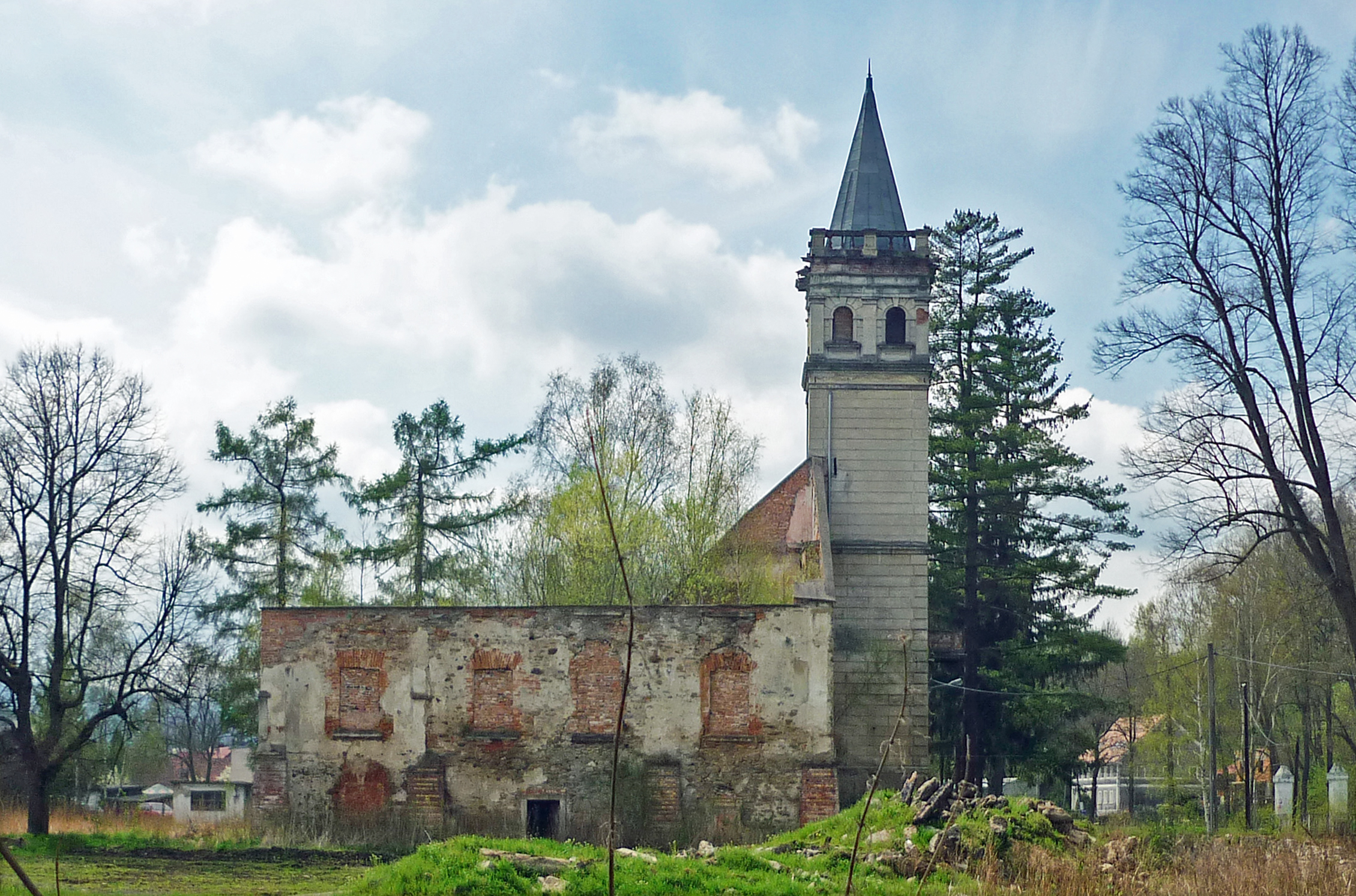